# Eremophila (oiseau)
Pour le genre de plantes, voir Eremophila (plante).
Genre
Le genre Eremophila regroupe deux espèces d'alouettes appartenant à la famille des Alaudidae.

## Liste des espèces
D'après la classification de référence (version 12.2, 2022) du Congrès ornithologique international (ordre phylogénique) :
- Eremophila alpestris (Linnaeus, 1758) — Alouette hausse-col
- Eremophila bilopha (Temminck, 1823) — Alouette bilophe